# Lijst van stadsarchitecten van Amersfoort
De Nederlandse stad Amersfoort kende in het verleden diverse stadsarchitecten. Hieronder een lijst op chronologische volgorde.
- Willem van Wijland (16de eeuw)
- H. Kroes (1851-??) ;
- R. van Esveld (1866-1868);
- Willem Hendrik Kam (1871-1909);
- C.G. Beltman (1909-1929);
- C.B. van der Tak (1929-1945), na de bevrijding in 1945 ontslagen wegens lidmaatschap van de NSB (1943-1945);[2]
- David Zuiderhoek (1945-1955);[3]
- Bart Linssen (1957-1970);
- W.B. Dogger (1971-1992);
- Noud de Vreeze (2008-2012).